# Hail H.I.M.
Hail H.I.M. è un album di Burning Spear, pubblicato dalla Burning Spear Records nel 1980. Il disco fu registrato e mixato al Tuff Gong Recording Studio di Kingston, Jamaica.

## Tracce
Lato A
1. African Teacher – 4:03 (Winston Rodney)
2. African Postman – 4:28 (Winston Rodney)
3. Cry Blood Africa – 5:03 (Winston Rodney)
4. Jah a Guh Raid – 5:37 (Winston Rodney)

Lato B
1. Hail H.I.M. – 4:17 (Winston Rodney)
2. Columbus – 3:37 (Winston Rodney)
3. Road Foggy – 3:37 (Winston Rodney)
4. Follow Marcus Garvey – 4:27 (Winston Rodney)
5. Jah See and Know – 3:36 (Winston Rodney)

## Musicisti
- Winston Rodney - voce, percussioni, congas, arrangiamenti
- Junior Marvin - chitarra
- Earl Wire Lindo - tastiere
- Tyrone Downie - tastiere
- Bobby Ellis - tromba
- Egbert Evans - sassofono
- Herman Marquis - sassofono
- Aston Barrett - basso, percussioni
- Nelson Miller - batteria